# 대한민국 형법 제9조
대한민국 형법 제9조는 형사책임연령에 대한 형법 총칙의 조문이다. 이 규정에 따라 행위 시 만 14세 미만인 사람은 형사처벌하지 못한다.

## 조문
제9조(형사미성년자) 14세 되지 아니한 자의 행위는 벌하지 아니한다.

## 소년법
소년이란 19세 미만의 자로, 10세 미만은 일체의 형사제재가 면제된다. 소년법상의 소년인지의 여부의 판단은 원칙적으로 심판시, 즉 사실심 판결 선고 시를 기준으로 하여야 한다.10세 이상 14세 미만의 자는 형벌이나 보안처분은 불가능하나, 보호처분은 가능하며. 14세 이상 19세 미만의 자는 상대적 부정기형에 처한다(장기는 10년, 단기는 5년 을 초과하지 못함). 다만, 집행유예와 선고유예를 선고할 때에는 정기형을 선고한다..

## 판례
- 형법 제9조는, 육체적·정신적으로 미성숙한 소년의 경우 사물의 변별능력과 그 변별에 따른 행동통제능력이 없기 때문에 그 행위에 대한 비난가능성이 없고, 나아가 형사정책적으로 어린 아이들은 교육적 조치에 의한 개선가능성이 있다는 점에서 형벌 이외의 수단에 의존하는 것이 적당하다는 고려에 입각한 것이다. 그리고 일정한 정신적 성숙의 정도와 사물의 변별능력이나 행동통제능력의 존부·정도를 각 개인마다 판단·추정하는 것은 곤란하고 부적절하므로 일정한 연령을 기준으로 하여 일률적으로 형사책임연령을 정한 것은 합리적인 방법으로 보인다. 형사책임이 면제되는 소년의 연령을 몇 세로 할 것인가의 문제는 현저하게 불합리하고 불공정한 것이 아닌 한 입법자의 재량에 속하는 것인바, 형사미성년자의 연령을 너무 낮게 규정하거나 연령 한계를 없앤다면 책임의 개념은 무의미하게 되고, 14세 미만이라는 연령기준은 다른 국가들의 입법례에 비추어 보더라도 지나치게 높다고 할 수 없다는 점을 고려할 때 이 사건 법률조항은 입법자의 합리적인 재량의 범위를 벗어난 것으로 보기 어렵다.[4]

## 같이 보기
- 형사책임 연령
- 소년법
- 촉법소년
- 책임능력
- 대한민국 민법 제4조 (성년)